# Giuseppe Toniolo
Giuseppe Toniolo (ur. 6 marca 1845 w Treviso, zm. 7 października 1918 w Pizie) − włoski ekonomista i socjolog, salezjanin współpracownik, błogosławiony Kościoła katolickiego.
Był organizatorem „Tygodni o społeczeństwie” (wł. „Settimana sociale”). 

## Życiorys
Toniolo przyszedł na świat w rodzinie mieszczańskiej w Treviso w 1845. Jego ojciec Antonio był inżynierem. Rodzina przenosiła się z miasta do miasta na terenie Wenecji Euganejskiej ze względu na zmiany jego miejsca pracy. Jego matka Isabella pochodziła z rodziny Alessandri z Massanzago. Giuseppe ukończył szkołę średnią w Wenecji. Następnie studiował prawo na Uniwersytecie w Padwie, gdzie jego wykładowcami byli Fedele Lampertico i Angelo Messedaglia. Doktoryzował się w 1866. Od 1868 był asystentem w katedrze nauk polityczno-prawnych. W 1873 zdobył dyplom z ekonomii politycznej.
Następnie uczył w technikum w Wenecji (1874). Po krótkim okresie, w którym zastępował jednego z wykładowców Uniwersytetu w Padwie, podjął się wykładów najpierw na Uniwersytecie w Modenie i Reggio Emilii, by ostatecznie znaleźć stałe zatrudnienie jako profesor Uniwersytetu w Pizie, gdzie kierował katedrą ekonomii politycznej od 1883 aż do śmierci w 1918. Został pochowany w kościele Santa Maria Assunta w Pieve di Soligo.
Toniolo od 1878 był żonaty z Marią Schiratti, z którą miał siedmioro dzieci.

## Działalność w ruchu katolickim
Osoba Giuseppe Toniolo zajmuje ważne miejsce w historii i organizacji włoskiego laikatu. W 1889 Toniolo założył w Padwie Unię Katolickiej Nauki Społecznej, której został prezesem. Współpracował z katolicką organizacją Opera dei Congressi, która dbała o zapewnienie praw obywatelskich dla katolików w społeczeństwie po Zjednoczeniu Włoch.
Pracował nad wewnętrznymi reformami w łonie Akcji Katolickiej. Z jego inspiracji organizowano pierwsze „Tygodnie o społeczeństwie”.
W 1893 Toniolo założył w Pizie „Rivista internazionale di scienze sociali e discipline ausiliarie” (wł. Międzynarodowe czasopismo o naukach społecznych i dziedzinach pokrewnych). W 1894, po papieskiej publikacji encykliki Rerum novarum, sformułował pierwszy program polityczny chrześcijańskiej demokracji − Program katolicki wobec socjalizmu (wł. Programma dei cattolici di fronte al socialismo).
Toniolo nigdy nie zaangażował się czynnie w politykę, był jednak jednym ze współorganizatorów Włoskiej Katolickiej Federacji Uniwersyteckiej (wł. Federazione Universitaria Cattolica Italiana − FUCI). Jego zaangażowanie w działalność tej organizacji bazowało zawsze na nauczaniu Kościoła w dziedzinie społecznej. W 1887 roku osobiście poznał św. Jana Bosko, po czym złożył przyrzeczenia jako świecki salezjanin współpracownik.  

## Dzieła
O wkładzie Giuseppe Toniolo w rozwój nauk ekonomiczno-społecznych świadczy liczba jego publikacji z tych dziedzin. We wczesnych studiach widoczne jest zainteresowanie problematyką związaną z podziałem pracy i dystrybucją bogactw:
- Economia delle piccole industrie (Ekonomia małych przedsiębiorstw, 1874)
- Varie forme di rimunerazione del lavoro (Różne formy wynagrodzenia za pracę, 1875)
- Lezioni sulla distribuzione della ricchezza (Wykłady o dystrybucji bogactw, 1878)
- Il Salario (Wynagrodzenie, 1878-1879).

W latach 1881-1893 w jego pracach dominowała też tematyka związana z historią ekonomii:
- Scolastica ed Umanesimo nelle dottrine economiche al tempo del Rinascimento in Toscana, przemówienie inauguracyjne na rok akademicki 1886-87 (Szkolnictwo i humanizm w doktrynie ekonomicznej doby renesansu w Toskanii)
- Remoti fattori della potenza economica di Firenze nel Medioevo (Faktory ekonomicznej potęgi Florencji w czasach średniowiecznych), zebrane później w
- Vicende economiche del comune fiorentino dal 1378 al 1530, (Historia ekonomii miasta Florencji od 1378 o 1530) wydane w 1889
- Storia dell'economia sociale in Toscana (Historia ekonomii społecznej w Toskanii, 1890-1891)
- La storia come disciplina ausiliaria delle scienze sociali (Historia jako dziedzina pomocnicza w naukach społecznych, 1890);
- La genesi storica dell'odierna crisi sociale-economica (Geneza historyczna współczesnego kryzysu ekonomicznego, 1893), w której wskazywał jako sposób na przełamanie kryzysu powrót do sprawiedliwości i miłości w relacjach między klasami społecznymi, w zgodzie z doktryną prezentowaną przez nauczycielski urząd Kościoła.

Po 1893 Toniolo powrócił do współczesnych mu problemów społecznych i chrześcijańskiego programu społecznego w swoich pracach naukowych. Zabierał głos zarówno w żarliwych kwestiach społecznych swoich czasów, jak i prezentując doktrynę chrześcijańską dotyczącą społeczeństwa, historii ekonomii i krytyki ustrojów. Na koniec w tym okresie powstały też jego syntezy dotyczące problemów społecznych:
- Programma sintetico di scienza sociale economica (Prosty program społeczno-ekonomiczny, 1893)
- L'economia capitalistica moderna nella sua funzione e nei suoi effetti (Współczesna ekonomia kapitalistyczna w swoim działaniu i skutkach, 1894)
- Le unioni rurali professionali (Spółdzielnie rolnicze, 1894)
- Per la storia del movimento cooperativo (Historia ruchu spółdzielczego, 1895)
- Il concetto cristiano della democrazia (Chrześcijańska koncepcja demokracji, 1897)
- La protezione internazionale dei lavoratori (Międzynarodowa ochrona praw pracowników, 1900)
- Provvedimenti sociali popolari (Zwyczajowa opieka socjalna, 1902).

Toniolo napisał też szereg dzieł dotyczących krytyki socjalizmu, ruchu i doktryny gwałtownie zataczającej coraz szersze kręgi:
- Le dottrine socialistiche nell'antichità classica e nel Medioevo (Doktryna społeczna w starożytności i w średniowieczu, 1899);
- Il socialismo nella cultura moderna (Socjalizm w kulturze współczesnej, 1900);
- Il socialismo nella storia della civiltà (Socjalizm w historii cywilizacji, 1902);
- Il supremo problema della sociologia (Najpilniejszy problem socjologii, 1903);
- L'odierno problema sociologico (Współczesne problemy społeczne, 1905);
- Le premesse filosofiche e la sociologia contemporanea (Przesłanki filozoficzne i socjologia współczesna, 1909).

Między 1908 i 1921 zostały wydane trzy tomy (Wstęp ogólny, Produkcja i Obieg) jego Trattato di economia sociale (wł. Wykład ekonomii społecznej). Dzieło to uważane jest we włoskim środowisku naukowym za najważniejszą pracę Toniolo, wieńczące lata poszukiwań i studiów w dziedzinie socjologii i ekonomii.

## Uznanie i kult
Papież Paweł VI wydał 14 czerwca 1971 dekret o heroiczności cnót Giuseppe Toniolo, przypisując mu tym samym tytuł czcigodnego. 14 stycznia 2011 papież Benedykt XVI pozwolił Kongregacji Spraw Kanonizacyjnych na promulgację dekretu dotyczącego cudu przypisywanego wstawiennictwu czcigodnego Giuseppe Toniolo. Za wstawiennictwem kandydata na ołtarze uzdrowiony został mężczyzna Francesco Bortolini z Pieve di Soligo, którego stan, po upadku z dużej wysokości, lekarze uznali za beznadziejny. Wspólnota parafialna poprosiła w modlitwie o pomoc Giuseppe Toniolo. W jakiś czas potem mężczyzna wyzdrowiał. 29 kwietnia 2012 Giuseppe Toniolo został wyniesiony do chwały ołtarzy.
W dowód uznania dla wkładu jaki Toniolo wniósł w rozwój i propagowanie katolickiej doktryny o ekonomii spółdzielczości dwa włoskie banki spółdzielcze noszą jego imię: Banca Credito Cooperatico "Giuseppe Toniolo" w Genzano di Roma oraz Banca Credito Cooperatico "Giuseppe Toniolo" w San Cataldo na Sycylii. W Weronie istnieje fundacja jego imienia.